# Глаголски прилог прошли
Глаголски прилог прошли означава радњу која се дешава у прошлости и то пре неке друге радње. Он је неличан глаголски облик, у реченици је обично глаголска одредба за време и начин. Гради се од инфинитивне основе и наставака : -вши, -авши. Гради се од свршених, а ретко од несвршених глагола.
- крену-вши, махну-вши, виде-вши, трес-авши,..

У случају да се инфинитив глагола завршава наставком -ћи, глаголски прилог прошли добићемо тако што ћемо реч, нпр. изаћи ставити у облик изађох и склонити му наставак -ох, затим ћемо му додати наставак -авши. Добићемо реч изађавши која није правилна. Тада ђ прелази у ш и реч је изашавши.
УВЕК када је у речи слово ђ (пођавши, наиђавши, пронађавши, дођавши), реч је неправилна и слово ђ треба заменити словом ш!